# 7,65×17 Browning
7,65×17 Browning je pištolski naboj majhne moči, ki je bil narejen za pištolo FN M1900 v ZDA, na začetku 20. stoletja. V ZDA se naboj imenuje .32 ACP (0,32 inča).
Naboj je bil v preteklosti v mnogih državah vpeljan kot službeno strelivo, danes pa ga zaradi slabe zaustavne moči in kratkega dosega povsod zamenjujejo z močnejšim 9 mm strelivom. Tudi na Slovenskem je bil v preteklosti namenjen za službeno orožje policije ter za samoobrambno orožje. Danes je praktično neuporaben, razen za pomožno orožje za prikrito nošenje. Vendar ga tudi na tem področju že izpodrivajo naboji za kompaktne 9 mm pištole.
Povprečna 4,8 gramska (74 grainska) polnooplaščena krogla ima na ustju cevi hitrost 290 m/s.